# Взятие Баямо
Взятие Баямо (исп. Toma de Bayamo) ― первое крупное военное действие в начале Десятилетней войны (1868—1878) за независимость Кубы, произошедшее с 18 по 20 октября 1868 года, через неделю после начала войны.
10 октября 1868 года на сахарном заводе «Ла Демахагуа» Карлос Мануэль де Сеспедес начал борьбу за независимость. 12 октября силы Сеспедеса с триумфом вошли в город Яра, но были застигнуты врасплох испанской засадой, понесли тяжелые потери и рассеялись. Вместе с Сеспедесом осталось всего двенадцать человек, которые встретились с отрядом Луиса Маркано (300 человек), доминиканца, ранее служившего в испанской армии, но теперь сражавшегося на стороне кубинцев. Маркано убедил Сеспедеса неожиданно напасть на ничего не подозревающий гарнизон города Баямо, и тот согласился.
17 октября кубинские повстанцы подошли к окрестностям Баямо. Несмотря на угрозы полковника Хулиана Удаэты, коменданта испанского гарнизона, пообещавшего казнить любого жителя города, сотрудничающего с мамбисес, гражданское население в массовом порядке стало уходить на помощь повстанцам, увеличив численность отряда до 4000 человек.
После того как Удаэта отказался сдать город, 18 октября начались бои. В 09:00 две кавалерийские колонны вошли одновременно с севера и юга, продвигаясь по улицам до центральной площади. Часть испанских военных, в основном пожарных и ополченцев, перешла на сторону повстанцев, другая часть (120 солдат) укрылась в казармах, которые стали яростно защищать.
В полдень с северо-запада к мамбисес подошла помощь Франсиско Висенте Агилеры, который своим отрядом прикрыл стратегическую дорогу к городу Ольгин. Повстанцы попытались поджечь казармы, стреляя из двух пушек зажигательными снарядами. Испанское подкрепление подполковника Мануэля Лопеса дель Кампильо, подошедшее на следующий день из города Мансанильо, было отбито.
Окруженный кубинцами и не получивший помощи, 20 октября гарнизон Баямо капитулировал. Испанцы были взяты в плен, и им сохранили жизнь. Испанские потери в этом бою составили 10 убитых и 20 раненых; у кубинцев было 15 убитых и 25 раненых.
Захват важного города Баямо, одного из первых, основанных испанцами на Кубе, через несколько дней после начала войны означал громкую победу кубинских борцов за независимость, вызвав деморализацию среди испанских войск и приободрив всех кубинцев, сторонников независимости.
С военной точки зрения захват города дал кубинцам возможность контролировать долину реки Кауто и пути между городами Мансанильо, Яра, Хигуани, Лас-Тунас и Ольгин.